# قسمت شيرين
قسمت شيرين (24 أغسطس 1925 - 1 يناير 2009) هي ممثلة مصرية.

## حياتها
درست في الجامعة الأمريكية بالقاهرة ولمعت وقتها كممثلة علي خشبة المسرح، ابتعدت فترة عن الفن خاصة بعد زواجها، ثم عادت إليه مرة أخرى بعد انفصالها، سافرت إلى أمريكا ودرست هناك في معهد الدراما، ثم عادت مرة أخرى إلى مصر.

## بدايتها
واشتهرت في فترة الستينات لعائلة كبيرة وثرية، ولكنها عاشت طفولة بائسة بسبب انفصال والديها، اسمها الحقيقي هدي اسماعيل الشيمي (الشيني).

## مسيرتها
وعملت في المسرح القومي وكذلك في مسرح التحرير مع يوسف وهبي. عملت قسمت لفترة لمقدمة برامج في التلفزيون، عرض عليها العمل في أحد الأفلام الأجنبية الا انها رفضت لظروف البلاد وقتها، حيث أن العرض وقتها كان في (أكتوبر 1973م). جسدت قسمت في أدوارها بنت الذوات الارستقراطية، أبرز الأعمال التي شاركت فيها فيلم "بين ايديك" مع الفنان شكري سرحان.

## أعمالها الفنية
رصيدها من الأعمال الفنية قليل إلى حد ما، حوالي (20) عمل فني التي تنوعت بين الأفلام السينمائية والمسلسلات التلفزيونية والإذاعية، ومع ذلك أدوارها كانت مؤثرة في هذه الأعمال والتي نذكر منها:
| - بين إيديك:1960-راوية - فيلم - دستة مناديل:1954-قسمت - فيلم - قلوب الناس:1954 - فيلم - شم النسيم:1952 - فيلم - لك يوم يا ظالم:1951-راقصة - فيلم | - على باب زويلة:1976-سكر - مسلسل - ملك اليانصيب:1972 - مسلسل - لا تطفئ الشمس:1965-عواطف - مسلسل | - شخصيات تبحث عن مؤلف:1961 - مسلسل إذاعي - السراب - السر الباتع - امرأة من حديد - باب زويلة | - بلاد بره:1967-زهيرة - زوجة متولى وإبنة نادر بيه - مسرحية - الايدي الناعمة:1962 - مسرحية |